# Doll Bones. La bambola di ossa
Doll Bones. La bambola di ossa è un romanzo di Holly Black del 2015.

## Trama
Il libro parla di Eleonor, la bambola di porcellana di ossa che, dopo essere stata tolta dalla vetrina in vetro da una dei tre bambini, affida ai tre ragazzi una missione: seppellirla a est Liverpool in pace; nel caso i tre ragazzi decidessero di rifiutare, Eleonor li avrebbe tormentati fino a che non avessero obbedito.
Eleonor è considerata dai tre ragazzi la "regina" del loro gioco, che dal suo "trono" di vetro osserva il loro regno e punisce i banditi; fino al giorno in cui il padre di Zachary, credendolo troppo grande per giocare ancora con le bambole, decide di buttarle nella spazzatura.
Tornando a casa da scuola e scoprendo l'accaduto, Zachary si sente arrabbiato e troppo imbarazzato per raccontare tutto alle sue due amiche, così decide di lasciare il gioco definitivamente.